# Carboni amorf

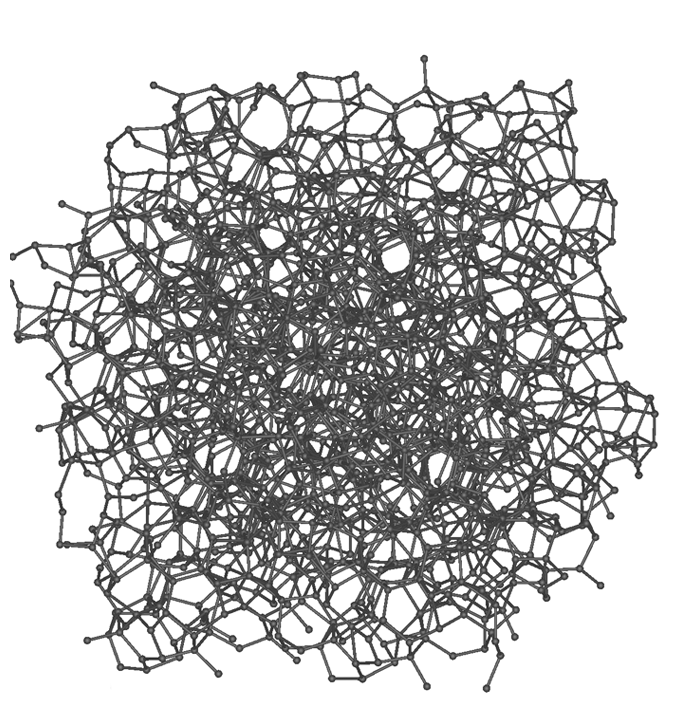
Estructura del carboni amorf.

El carboni amorf és el carboni que no té una estructura cristal·lina. Com amb tots els materials vitris, pot presentar-se algun ordre de curt abast, però no hi ha patrons de llarg abast de les posicions atòmiques.
Tot i que pot fabricar-se carboni completament amorf, el carboni amorf natural (com el sutge) realment conté cristalls microscòpics de grafit, algunes vegades diamant. a escala macroscòpica, el carboni amorf no té una estructura definida, ja que consisteix en petits cristalls irregulars, però a escala nanomicroscópica, es pot veure que està fet d'àtoms de carboni col·locats regularment
El carbó i el sutge o negre de carboni són anomenats informalment carboni amorf. No obstant això, són productes de la piròlisi, que no produeix carboni amorf veritable sota condicions normals. La indústria del carbó divideix al carbó en diversos graus, depenent de la quantitat de carboni present a la mostra, comparada amb la quantitat d'impureses. El grau més alt, antracita, és aproximadament 90 per cent carboni i 10% altres elements. El carbó bituminós és aproximadament 75-90% carboni, i el lignit és el tipus de carbó que té al voltant de 55 per cent de carboni.